# Neoris microgaligula
Neoris microgaligula är en fjärilsart som beskrevs av Nassig 1994. Neoris microgaligula ingår i släktet Neoris och familjen påfågelsspinnare. Inga underarter finns listade i Catalogue of Life.